# Batalla de Río de Janeiro
La Batalla de Río de Janeiro fue un ataque que tuvo lugar en septiembre de 1711 contra el puerto de Río de Janeiro durante la guerra de sucesión española por parte de una escuadra francesa al mando de René Duguay-Trouin. Los defensores portugueses, entre ellos el gobernador de la ciudad y un almirante de la flota anclada allí, no pudieron ofrecer una resistencia eficaz, a pesar de sus ventajas numéricas.
Se perdieron cuatro navíos portugueses y la ciudad tuvo que pagar un rescate para evitar la destrucción de sus defensas.

## Antecedentes
Había varias razones para que los franceses planearan un ataque a Río de Janeiro. En primer lugar, el comandante René Duguay-Trouin tenía una razón personal: estaba casi en bancarrota. La segunda razón era política. La guerra no iba bien para Francia. Tras la derrota en la Batalla de Malplaquet, el enemigo estaba en suelo francés y la moral francesa estaba baja. Se necesitaba urgentemente un éxito militar. La tercera razón es una cuestión de honor. El año anterior, un bucanero, Jean-François Duclerc, había intentado un ataque a Río de Janeiro pero esta expedición había terminado en desastre. Duclerc y 600 de sus soldados fueron capturados y retenidos en condiciones inaceptables. Los portugueses se negaron a intercambiar a estos prisioneros, tal y como estipulaba un tratado franco-portugués de 1707; además, Duclerc fue asesinado en prisión en circunstancias misteriosas en mayo de 1711. Los franceses querían liberar a estos prisioneros y posiblemente conquistar algún territorio brasileño.

## Preparativos
En diciembre de 1710, el rey Luis XIV de Francia aprobó el plan de Duguay-Trouin y le proporcionó una flota de 17 barcos con un total de 738 cañones y 6,139 hombres. El tesoro francés no podía financiar el armamento de la escuadra, por lo que Duguay-Trouin tuvo que buscar financieros privados en Saint-Malo y en la Corte Real. Recibió un importante apoyo del Conde de Toulouse.
Finalmente, los barcos pudieron ser preparados y, para engañar a la armada británica, aliada de los portugueses, los barcos fueron preparados en diferentes puertos, partieron en diferentes momentos y se reunieron en La Rochelle el 9 de junio de 1711. La inteligencia británica, sin embargo, estaba al corriente del objetivo de Duguay-Trouin, y había enviado cartas para avisar a los portugueses, tanto en Portugal como en Río de Janeiro. También enviaron una flota al mando de John Leake para bloquear a Duguay-Trouin antes de que zarpara de Brest; pero llegaron con dos días de retraso.

## La batalla

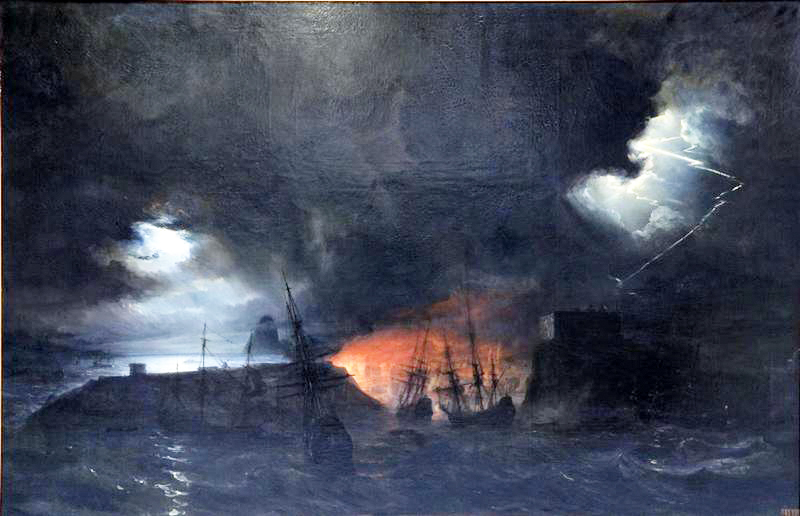
Entrada de la escuadra francesa en el puerto de Río de Janeiro

A pesar de la advertencia británica, la aparición de los franceses en el puerto de Río de Janeiro el 12 de septiembre fue una sorpresa. Las noticias británicas, cuando llegaron en agosto, incitaron al gobernador Francisco de Castro Morais a llamar a la milicia y aumentar la preparación, y los rumores de barcos zarpando de Cabo Frío a principios de septiembre habían aumentado la alerta. Sin embargo, el 11 de septiembre, el gobernador ordenó a la milicia retirarse, justo cuando Duguay-Trouin se preparaba para su aproximación al puerto. El comandante de Le Lys, Courserac, condujo a la escuadra directamente a la bahía de Guanabara, entre los fuertes que bordeaban la entrada del puerto, y en línea recta desde siete buques de guerra portugueses que estaban anclados allí. El comandante de la flota portuguesa, el almirante Gaspar da Costa, no pudo hacer nada aunque cortó las cuerdas con la esperanza de poner en movimiento sus naves. Tres buques de guerra fueron destruidos por los portugueses para impedir su captura; el cuarto fue tomado por los franceses e incendiado. La artillería de los fuertes, continuada después de la orden de retirada, hizo daño a la flota francesa, causando 300 muertos antes de que los barcos se pusieran fuera de alcance.
Después de tres días de bombardeo, los franceses desembarcaron 3,700 hombres para atacar la ciudad. El gobernador de Río de Janeiro, Francisco de Castro Morais, había fortificado la ciudad tras los ataques franceses de años anteriores, pero comandaba muy débilmente la defensa, que se duplicó bajo el bombardeo francés. Tras un consejo celebrado el 21 de septiembre en el que Morais ordenó a los defensores de la ciudad que mantuvieran la línea, la milicia comenzó a desertar esa misma noche, tras lo cual se inició una batalla terrestre de la ciudad, que incluyó al gobernador. En estas circunstancias de desorganización, los prisioneros franceses de la expedición de Duclerc escaparon de la prisión.

## Consecuencias
Duguay-Trouin, que se disponía a invadir la ciudad, fue alertado en combate de la llegada de uno de los hombres de Duclerc. En los días siguientes, los franceses se hicieron con el control de todos los puntos fuertes de la bahía, pero la oferta de oro de la ciudad era una ilusión. Advertido de que los refuerzos provenientes de São Paulo bajo el mando de António de Albuquerque estaban en camino, amenazó a Morais con la destrucción de las defensas de la ciudad si no se pagaba un rescate, a lo que éste accedió. Cuando los franceses abandonaron la ciudad, se fueron con un botín valorado en unos 4 millones de libras, incluyendo un cargamento de esclavos africanos, que Duguay-Trouin vendería más tarde en Cayena, Guayana Francesa.
La expedición fue un éxito militar para los franceses y un éxito financiero para sus inversores. Además, la marina francesa había demostrado que seguía siendo capaz de atacar a larga distancia. Esta acción causó muchos problemas en las relaciones entre Francia y Portugal durante muchos años.
Por otro lado, el gobernador Castro Morais, anteriormente aclamado por haber rechazado un ataque francés el 19 de septiembre de 1710, se enfrentaba ahora a la fama de incompetente y cobarde. Los habitantes y los concejales de Río de Janeiro se preguntaban por qué había entregado el rescate sin consultar a ninguna otra autoridad cuando se sabía que los refuerzos estaban en camino. El ambiente de descontento era grande sobre todo porque parte del rescate se sacó de los bolsillos de los habitantes. La Cámara consideró tiránica la actitud del gobernador y escribió al Consejo de Ultramar, argumentando que un lugar tan importante como Río de Janeiro no debía estar bajo la administración de una persona así.
La corona portuguesa, temiendo una revuelta por el descontento de la población, actuó rápidamente. Francisco de Castro Morais fue destituido y posteriormente condenado al exilio en la India durante unos 20 años. Antônio de Albuquerque fue elegido como interino hasta la llegada de Francisco Xavier de Távora en 1713, el nuevo gobernador.